# Sachsiska krigen
Sachsiska krigen var en serie på arton krigståg och folkresningar som utkämpades från år 772 fram till år 804 mellan kejsar Karl den store i frankerriket och saxaresaxarna i nuvarande norra Tyskland (dåvarande Gamla Sachsen). De utbröt när Karl den store först invaderade gamla Sachsen för att erövra och kristna det, och avslutades när det sista motståndet från de hedniska saxarerna slagits ned och gamla Sachsen var fullständigt erövrat, kristnat och inlemmat i frankerriket.